# Westville (Floride)
Pour les articles homonymes, voir Westville.
Westville est une ville américaine située dans le comté de Holmes  en Floride.

## Démographie
| 1980 | 1990 | 2000 | 2010 | - | - |
| ---- | ---- | ---- | ---- | - | - |
| 343  | 257  | 221  | 289  | - | - |

Selon le recensement de 2010, Westville compte 289 habitants. La municipalité s'étend sur 7,48 milles carrés (19,37 km2), dont 7,22 milles carrés (18,7 km2) de terres.